# Lipinia sekayuensis
Espèce
Lipinia sekayuensis est une espèce de sauriens de la famille des Scincidae.

## Répartition
Cette espèce est endémique du Terengganu en Malaisie péninsulaire.

## Étymologie
Son nom d'espèce, composé de sekayu et du suffixe latin -ensis, « qui vit dans, qui habite », lui a été donné en référence au lieu de sa découverte, Hutan Lipur Sekayu.

## Publication originale
- Grismer, Ismail, Awang, Rizal & Ahmad, 2014 : A new species of lowland skink (genus Lipinia Gray, 1845) from northeastern Peninsular Malaysia. Zootaxa, no 3821 (4), p. 457–464.